# Faisà mostatxut blau
El faisà mostatxut blau (Crossoptilon auritum) és una espècie d'ocell de la família dels fasiànids (Phasianidae) que habita boscos de coníferes, ginebres i matoll alpí de les muntanyes del nord de la Xina.